# Chaim Halberstam

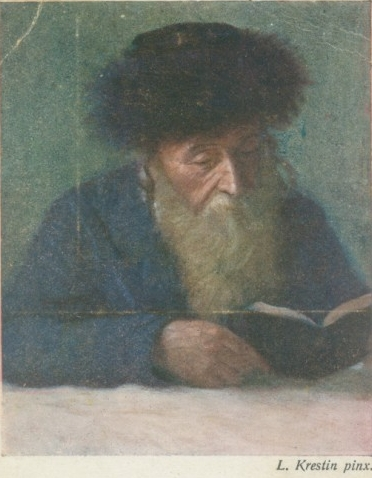
Chaim Halberstam

Chaim ben Leibusch Halberstam (geboren 1793 in Tarnogród, Polen, gestorben 1876) war ein chassidischer Rabbiner und Begründer der nach ihm benannten Halberstam-Dynastie.

## Leben
Mütterlicherseits war Chaim Halberstam ein Nachfahre von Jacob Emden; sein Vater war der Leiter eines Cheder. Chaim gelangte als Jugendlicher zum Seher von Lublin und wandte sich unter dessen Einfluss dem Chassidismus zu. 1830 wurde er zum Rabbiner von Nowy Sącz (jiddisch Zans) ernannt. Er war durch seine Gelehrsamkeit und seine ekstatische Ausdrucksweise im Gebet bekannt und führte ein bescheidenes Leben, was zu einer mehrmonatigen Auseinandersetzung mit den Chassidim in Sadagora führte, die sich durch ihren fürstlichen Lebensstil auszeichneten. Unter dem Titel Divre Chaim (wörtlich „Worte des Chaim“) erschienen mehrere Publikationen: 1864 über rituelle Reinheit und Scheidungsvorschriften, 1875 Responsen und 1877 chassidische Predigten über die Tora und jüdische Feiertage. Seine Werke offenbaren eine gründliche Kenntnis des Talmud und seiner Kommentare sowie der Midraschim. Aus der mittelalterlichen philosophischen Literatur zitiert er ausführlich den Kusari von Jehuda ha-Levi sowie die Werke von Maimonides und Nachmanides. Zu seinen späteren Quellen gehören Judah Löw, das Gebetbuch von Jacob Emden sowie seine Lehrer in Kabbala und Chassidismus. Chaim Halberstam war ein Gegner einer asketischen Lebensweise. Er betonte in seinen Schriften die Bedeutung der Wohltätigkeit und kritisierte Zaddikim mit aufwendiger Lebensführung.
Chaim Halberstam hatte acht Söhne, von denen Ezechiel Schraga von Sieniawa (1811–1899) als halachischer Gelehrter am bekanntesten wurde. Ein Enkel von Chaim, Salomo ben Meyer Nathan von Bobowa (1847–1906), gründete eine große Jeschiwa, in der zahlreiche Jugendliche studierten. Sein Sohn Ben Zion (1873–1941) wurde als Komponist chassidischer Melodien berühmt; er wurde im Holocaust umgebracht. Ben Zions Sohn Salomo konnte in die USA flüchten und gründete in Boro Park in Brooklyn ein Zentrum für die sogenannten Bobower Chassiden.